# شامی کرمانشاهی
مراد مشتاق' معروف به شامی کرماشانی (زادهٔ ۱۲۹۶ در کرمانشاه – درگذشتهٔ ۲ آذر ۱۳۶۳ در کرمانشاه) شاعر کردزبان بود. اشعار او به گویش کردی جنوبی از زبان کردی و به لهجهٔ کردی کرمانشاهی سروده شده‌است.

## زندگی
شامی کرمانشاهی در سال ۱۲۹۶ خورشیدی در محلهٔ چنانی کرمانشاه به دنیا آمد. نام پدرش خدامراد و نام مادرش فانوس بود. شامی در چهار سالگی در پی بیماری آبله نابینا شد. وی در دوران کودکی، پدر و مادر خود را از دست داد و از همان سال‌ها مجبور بود با اتکا به قوت بازوی خود زندگی‌اش را اداره کند. فقر شدید به شامی امکان تحصیل نداد و او بی سواد ماند، با این حال وی با یکی از روحانیان شهر به نام شمس‌الدین آل آقا (شمس‌العلما) ارتباط پیدا کرد و وی شامی را با ادبیات کلاسیک فارسی و به ویژه خیام، سعدی و حافظ آشنا کرد. شامی تحت تأثیر اشعاری که می‌شنید دست به سرایش شعر به زبان کردی زد.

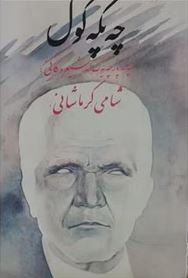
چه‌پکه گول

## اشعار
اشعار شامی به گویش جنوبی از زبان کردی و با لهجهٔ کرمانشاهی سروده شده‌است. افزون بر این وی اشعاری نیز به زبان فارسی سروده است. مضمون اشعار وی بیان فقر و تنگدستی طبقه فرودست اجتماع و محرومیت‌های آنان به زبانی عامیانه است.

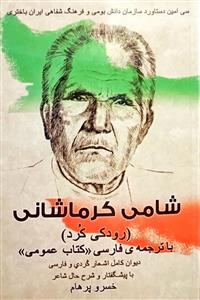
مجموعه اشعار شامی(رودکی کرد)

وی اشعاری نیز با مضمون سیاسی دارد که بازآفرینی یک گفتگو میان شاعر و نخست وزیر وقت، محمد مصدق است. محمدعلی سلطانی ادعا می‌کند که وی در وقایع سال ۱۳۳۲ خورشیدی، به عضویت جبهه ملی ایران درآمده بوده‌است. شامی در دوم آذر ماه ۱۳۶۳ در سن ۶۷ سالگی در پی یک بیماری طولانی در کرمانشاه درگذشت.
کلمه «شامی» نه تنها مخفف و فرم عامیانۀ نام «شاهمراد» در کردی جنوبی است، بلکه صفت نسبی و به معنای «منسوب به زمان شام» نیز هست که به تاریکی زندگی شاعر به دلیل نابینا بودن او اشاره دارد.

## سبک شعری
اشعار شامی مملو از صنایع ادبی بدیع است. همچنین از نظر قواعد دستور زبان نیز در خور تحسین است و مسائل ظریف صرفی و نحوی در اشعار او به وفور به چشم می‌خورد.
- جناس تام[۵]

| تا ده‌م مردن ده‌ماده‌م ده‌م له دیدار تو ده‌م |  | تا بزانی دڵ ئه‌سیر چاه ترک چون بیژه‌نه |

- جناس زاید[۶]

| له‌وره ئه‌تا دیم کور یار و ئه‌تار |  | له بالاخانهێ گرد خستۊنه خوار |

- تشبیه مطلق[۶]

| نه‌لبه‌کی چون گوور قاشق وێنهێ له‌ش |  | هه‌ر له‌شی له ناو گووری درازکه‌ش |

- مراعات نظیر[۶]

| سینی وه‌ت قووری یه نانه‌جیمه |  | مه‌رهوم گه‌وراێ شابابی دیمه |

## آثار
تاکنون سه تصحیح از اشعار شامی کرمانشاهی انجام شده و با مشخصات زیر به چاپ رسیده‌است:
- شامی کرماشانی، شاه‌مراد، چه‌پکه‌گوڵ: چه‌ند پارچه‌یه‌ک له ش‍ێعره‌کانی شامی کرماشانی (دسته‌گل: اشعار شامی کرمانشاهی)، تهران: صدا و سیمای جمهوری اسلامی ایران، انتشارات سروش، ۱۳۶۴.
  - شامی کرماشانی، شاه‌مراد، چه‌پکه‌گوڵ: چه‌ند پارچه‌یه‌ک له شێعره‌کانی شامی کرماشانی (دسته‌گل: اشعار شامی کرمانشاهی)، ئاماده کردنی ماجد مه‌ردوخ روحانی، تهران: آنا، مهاباد: موساسیر، ۱۳۹۰.
- شامی کرماشانی، شاه‌مراد، چنانی: دیوان شامی کرماشانی، با مقدمه و شرح احوال شاعر، حواشی و تعلیقات، به‌اهتمام محمدعلی سلطانی، تهران: س‍ُها، ۱۳۷۴.
- ش‍ام‍ی‌ ک‍رم‍انش‍ان‍ی‌، ش‍اه‌م‍راد، اشعار شامی کرمانشاهی، به کوشش یداله یوسفی‌پور (فرشید یوسفی)، کرمانشاه: ماهتاب غرب‏‫، ۱۳۹۸.‬

### ترجمۀ آثار
بخشی از اشعار شامی به زبان فارسی ترجمه شده‌است:
- شامی کرماشانی، شاه‌مراد، کرانشینی، برگردان به فارسی به کوشش م. رنجبر، سنندج: پرتو بیان، ۱۳۸۷.
- ش‍ام‍ی‌ ک‍رم‍انش‍ان‍ی‌، ش‍اه‌م‍راد، شعر کرانشینی کُردی، نسخۀ مصور با ترجمۀ فارسی، به کوشش خسرو پرهام، کرمانشاه: دینور‏‫، ۱۳۹۹.

## اقتباس از آثار
بر اساس شعر بلند کرانشینی از شامی کرماشانی فیلمی به نام کرانشینی به کارگردانی غلامحسین لطفی در صدا و سیمای مرکز کرمانشاه ساخته شده‌است. این فیلم در اولین ج‍ش‍ن‍وارۀ ب‍ی‍ن‌ال‍م‍ل‍ل‍ی‌ وی‍دئو و ف‍ی‍ل‍م‌ س‍وره‌ که در دی ۱۳۷۲ در اصفهان برگزار شد مقام اول را کسب کرد و از شبکۀ سوم سیمای جمهوری اسلامی ایران نیز با زیرنویس فارسی پخش شد.

## نمونهٔ اشعار

### کردی
| په‌ریشانم په‌ریشانم وڵم که          |  | دچار ده‌رد پنهانم وڵم که          |
| وه ده‌ردم ئاشنا کردی، نه‌کردی       |  | سته‌مگه‌ر فکر ده‌رمانم وڵم که       |
| وڵم که تا نه‌وێ که‌س په‌ی وه ده‌ردم   |  | دۆ سێ رووژی که مێمانم وڵم که     |
| نه‌کرد که‌س داوه‌تم خوه‌م بیمه مێمان  |  | وه کار خوه‌م په‌شیمانم وڵم که      |
| نه‌سازی من له فوولاد و نه له سه‌نگ  |  | هه‌ف هه‌ش دا تیکه سۆخانم وڵم که    |
| هه‌مامه ئی سه‌رای سه‌رد و گه‌رمه      |  | بساو کیسه وه ناوشانم وڵم که      |
| ته‌نم زانم نه‌سیب مار و مووره       |  | نه موورم نه سۆڵێمانم وڵم که      |
| له‌وه ترسم بکیشد کار وه هاوار      |  | نه‌کێ که‌س گووش وه ئه‌فقانم وڵم که  |
| وه کام که‌س نه‌گه‌ردد چه‌رخ تا سه‌ر    |  | نه ده‌رویشم نه سۆڵتانم وڵم که     |
| وه باده‌ی جام ته‌ڵخ زندگانی         |  | ده‌می مه‌ست و قه‌زه‌ڵخانم وڵم که     |
| خراوم کرد خه‌رابات خیاڵد           |  | وه ده‌س چی ئه‌قل و ئیمانم وڵم که   |
| گوزه‌شت فه‌سڵ به‌هار و مووسم باخ     |  | وه فکر له‌رز زمسانم وڵم که        |
| وه سه‌هرای خیاڵ چون قه‌یس سانی      |  | تۆ کردی وێڵ وێڵانم وڵم که        |
| وه واوێلای دڵ هه‌ر شه‌و ره‌وانه      |  | سرشک قه‌م وه دامانم وڵم که        |
| وه کام دشمه‌ن بوه‌م ئای دووس شکایه‌ت |  | که دووس بی قاتڵ گیانم وڵم که     |
| وڵم که‌ی یا نیه‌که‌ی ره‌همی وه هاڵم   |  | ته‌نم کردیده زندانم وڵم که        |
| وڵم که وڵکه‌رت نیم سوب له مه‌هشه‌ر   |  | تۆ کردی خار ده‌ورانم وڵم که       |
| وه ئه‌رواه شه‌ره‌ف سه‌وگه‌ند که دائم   |  | مه‌لوول مه‌رگ وژدانم وڵم که        |
| شه‌ره‌ف کوشیاد و وژدان جوانه‌مه‌رگ بی |  | وه بێوژدانی هێرانم وڵم که        |
| تو کردی بێ سه‌روسامان «شامی»       |  | وه مه‌ولا خوه‌م قه‌شه‌نگ زانم وڵم که |

### فارسی
| هر دم اندیشهٔ دیگر کنم و یاد          |  | دگر باورم نیست که بینم دل‌آزار دگر |
| رنج آن پیر وطن گشت تبه، ای فریاد     |  | بیستون کی شنود نعرهٔ فرهاد دگر     |
| بر سر تربت فرهاد به شیون شیرین       |  | همچو تو کس نخورد تیشهٔ فولاد دگر   |
| تیشه بر ریشهٔ دین بهر دو دینار بزد    |  | آنکه ما را ز جفا داد به داماد دگر |
| رسم این کهنه فلک را همه کس داند و من |  | هر شبی بام به زیر آرد و بنیاد دگر |
| مرکز مدعیان باشد و مأوای عدو         |  | سگ کند صید و دهد در کف صیاد دگر   |
| «شامی» از جور و ستم داد مزن می‌ترسم   |  | سر نیزه نگذارد بزنی داد دگر       |